# Campeonato NORCECA de Voleibol Masculino de 2017
El XXV Campeonato NORCECA de Voleibol Masculino se celebra en la ciudad de Colorado Springs, (Estados Unidos) entre el 26 de septiembre y el 1 de octubre. Inicialmente, los primeros cinco equipos calificaban al Campeonato Mundial de Voleibol Masculino de 2018, pero debido a los fenómenos naturales que obligaron la ausencia de las selecciones de Cuba y Puerto Rico, la NORCECA decidió realizar un clasificatorio entre estas selecciones, y las ubicadas en el cuarto y quinto lugar del torneo.

## Calificación
Los primeros seis equipos en el ranking NORCECA, califican directamente. Otros seis equipos califican a través de calificación zonal.
| Direct Qualification | Direct Qualification   | Zonal Qualification | Zonal Qualification          |
| -------------------- | ---------------------- | ------------------- | ---------------------------- |
| Ranking NORCECA      | Estados Unidos         | CAZOVA              | Trinidad y Tobago            |
| Ranking NORCECA      | Canadá                 | CAZOVA              | Martinica                    |
| Ranking NORCECA      | Cuba *desisitió        | ECVA                | Santa Lucía                  |
| Ranking NORCECA      | Puerto Rico *desisitió | ECVA                | San Vicente y las Granadinas |
| Ranking NORCECA      | México                 | AFECAVOL            | Guatemala                    |
| Ranking NORCECA      | Costa Rica             | AFECAVOL            | República Dominicana         |

- Cuba tuvo que retirarse del torneo debido al cierre de la Embajada de los Estados Unidos en La Habana después de que sufrió daños durante el Huracán Irma.
- Puerto Rico sufrió un golpe devastado por el Huracán María, y su equipo no pudo participar en el concurso de Norceca.

## Grupos
| Grupo A              | Grupo B           | Grupo C                      |
| -------------------- | ----------------- | ---------------------------- |
| Estados Unidos       | Canadá            | Costa Rica                   |
| Guatemala            | Santa Lucía       | México                       |
| República Dominicana | Trinidad y Tobago | San Vicente y las Granadinas |
|                      |                   | Martinica                    |

## Resultados

### Primera fase
- Todos los partidos en la hora local de Colorado Springs (UTC-6).

     – Clasificado a semifinales. 
     – Clasificado a cuartos de final.
     – Pasa a disputar las rondas de clasificación del 5.° al 10.° lugar.

#### Grupo A
| Pos. | Equipo               | Partidos | Partidos | Partidos | Pts. | Sets | Sets | Sets  | Puntos | Puntos | Puntos |
| Pos. | Equipo               | PJ       | PG       | PP       | Pts. | SG   | SP   | Ratio | PG     | PP     | Ratio  |
| ---- | -------------------- | -------- | -------- | -------- | ---- | ---- | ---- | ----- | ------ | ------ | ------ |
| 1    | Estados Unidos       | 2        | 2        | 0        | 10   | 6    | 0    | MAX   | 150    | 84     | 1.786  |
| 2    | República Dominicana | 2        | 1        | 1        | 5    | 3    | 3    | 1.000 | 123    | 129    | 0.953  |
| 3    | Guatemala            | 2        | 0        | 2        | 0    | 0    | 6    | 0.000 | 90     | 150    | 0.600  |

| Fecha            | Hora  | Equipo 1             | Res.  | Equipo 2             | Set 1 | Set 2 | Set 3 | Set 4 | Set 5 | Total   | Reporte |
| ---------------- | ----- | -------------------- | ----- | -------------------- | ----- | ----- | ----- | ----- | ----- | ------- | ------- |
| 26 de septiembre | 19:00 | Estados Unidos       | 3 – 0 | Guatemala            | 25-12 | 25-14 | 25-10 |       |       | 75 – 36 | P2 P3   |
| 27 de septiembre | 19:00 | República Dominicana | 3 – 0 | Guatemala            | 25-16 | 25-20 | 25-18 |       |       | 75 – 54 | P2 P3   |
| 28 de septiembre | 19:00 | Estados Unidos       | 3 – 0 | República Dominicana | 25-17 | 25-21 | 25-10 |       |       | 75 – 48 | P2 P3   |

#### Grupo B
| Pos. | Equipo            | Partidos | Partidos | Partidos | Pts. | Sets | Sets | Sets  | Puntos | Puntos | Puntos |
| Pos. | Equipo            | PJ       | PG       | PP       | Pts. | SG   | SP   | Ratio | PG     | PP     | Ratio  |
| ---- | ----------------- | -------- | -------- | -------- | ---- | ---- | ---- | ----- | ------ | ------ | ------ |
| 1    | Canadá            | 2        | 2        | 0        | 10   | 6    | 0    | MAX   | 150    | 73     | 2.055  |
| 2    | Trinidad y Tobago | 2        | 1        | 1        | 5    | 3    | 3    | 1.000 | 118    | 123    | 0.959  |
| 3    | Santa Lucía       | 2        | 0        | 2        | 0    | 0    | 6    | 0.000 | 78     | 150    | 0.520  |

| Fecha            | Hora  | Equipo 1          | Res.  | Equipo 2          | Set 1 | Set 2 | Set 3 | Set 4 | Set 5 | Total   | Reporte |
| ---------------- | ----- | ----------------- | ----- | ----------------- | ----- | ----- | ----- | ----- | ----- | ------- | ------- |
| 26 de septiembre | 17:00 | Trinidad y Tobago | 3 – 0 | Santa Lucía       | 25-15 | 25-16 | 25-17 |       |       | 75 – 48 | P2 P3   |
| 27 de septiembre | 17:00 | Canadá            | 3 – 0 | Santa Lucía       | 25-9  | 25-13 | 25-8  |       |       | 75 – 30 | P2 P3   |
| 28 de septiembre | 17:00 | Canadá            | 3 – 0 | Trinidad y Tobago | 25-21 | 25-12 | 25-10 |       |       | 75 – 43 | P2 P3   |

#### Grupo C
| Pos. | Equipo                       | Partidos | Partidos | Partidos | Pts. | Sets | Sets | Sets  | Puntos | Puntos | Puntos |
| Pos. | Equipo                       | PJ       | PG       | PP       | Pts. | SG   | SP   | Ratio | PG     | PP     | Ratio  |
| ---- | ---------------------------- | -------- | -------- | -------- | ---- | ---- | ---- | ----- | ------ | ------ | ------ |
| 1    | México                       | 3        | 3        | 0        | 15   | 9    | 0    | MAX   | 225    | 116    | 1.940  |
| 2    | Costa Rica                   | 3        | 2        | 1        | 9    | 6    | 4    | 1.500 | 218    | 206    | 1.058  |
| 3    | Martinica                    | 3        | 1        | 2        | 6    | 4    | 6    | 0.666 | 194    | 217    | 0.894  |
| 4    | San Vicente y las Granadinas | 3        | 0        | 3        | 0    | 0    | 9    | 0.000 | 127    | 225    | 0.564  |

| Fecha            | Hora  | Equipo 1   | Res.  | Equipo 2                     | Set 1 | Set 2 | Set 3 | Set 4 | Set 5 | Total   | Reporte |
| ---------------- | ----- | ---------- | ----- | ---------------------------- | ----- | ----- | ----- | ----- | ----- | ------- | ------- |
| 26 de septiembre | 17:00 | Costa Rica | 3 – 1 | Martinica                    | 25-19 | 25-16 | 23-25 | 25-21 |       | 98 – 81 | P2 P3   |
| 26 de septiembre | 19:00 | México     | 3 – 0 | San Vicente y las Granadinas | 25-7  | 25-16 | 25-10 |       |       | 75 – 33 | P2 P3   |
| 27 de septiembre | 17:00 | Costa Rica | 3 – 0 | San Vicente y las Granadinas | 25-10 | 25-19 | 25-21 |       |       | 75 – 50 | P2 P3   |
| 27 de septiembre | 19:00 | México     | 3 – 0 | Martinica                    | 25-11 | 25-15 | 25-12 |       |       | 75 – 38 | P2 P3   |
| 28 de septiembre | 17:00 | Martinica  | 3 – 0 | San Vicente y las Granadinas | 25-10 | 25-14 | 25-20 |       |       | 75 – 44 | P2 P3   |
| 28 de septiembre | 19:00 | México     | 3 – 0 | Costa Rica                   | 25-19 | 25-16 | 25-10 |       |       | 75 – 45 | P2 P3   |

### Fase final

#### Clasificación 5.º al 10.º puesto
|  |                           |                              |                           |  |  | Cuartos de final 5.º al 10.º puesto | Cuartos de final 5.º al 10.º puesto | Cuartos de final 5.º al 10.º puesto |  |  | Semifinales 5.º al 8.º puesto | Semifinales 5.º al 8.º puesto | Semifinales 5.º al 8.º puesto |  |  | Partido 5.º y 6.º puesto | Partido 5.º y 6.º puesto | Partido 5.º y 6.º puesto |
|  |                           |                              |                           |  |  |                                     |                                     |                                     |  |  |                               |                               |                               |  |  |                          |                          |                          |
|  |                           |                              |                           |  |  |                                     |                                     |                                     |  |  | 2B                            | Trinidad y Tobago             | 3                             |  |  |                          |                          |                          |
|  | Partido 9.º y 10.º puesto | Partido 9.º y 10.º puesto    | Partido 9.º y 10.º puesto |  |  | 3C                                  | Martinica                           | 3                                   |  |  | 3C                            | Martinica                     | 0                             |  |  |                          |                          |                          |
|  |                           |                              |                           |  |  | 4C                                  | San Vicente y las Granadinas        | 0                                   |  |  |                               |                               |                               |  |  | 2B                       | Trinidad y Tobago        | 0                        |
|  | 4C                        | San Vicente y las Granadinas | 3                         |  |  |                                     |                                     |                                     |  |  |                               |                               |                               |  |  | 3A                       | Guatemala                | 3                        |
|  | 3B                        | Santa Lucía                  | 1                         |  |  |                                     |                                     |                                     |  |  | 2C                            | Costa Rica                    | 1                             |  |  |                          |                          |                          |
|  |                           |                              |                           |  |  | 3A                                  | Guatemala                           | 3                                   |  |  | 3A                            | Guatemala                     | 3                             |  |  | Partido 7.º y 8.º puesto | Partido 7.º y 8.º puesto | Partido 7.º y 8.º puesto |
|  |                           |                              |                           |  |  | 3B                                  | Santa Lucía                         | 0                                   |  |  |                               |                               |                               |  |  |                          |                          |                          |
|  |                           |                              |                           |  |  |                                     |                                     |                                     |  |  |                               |                               |                               |  |  | 3C                       | Martinica                | 3                        |
|  |                           |                              |                           |  |  |                                     |                                     |                                     |  |  |                               |                               |                               |  |  | 2C                       | Costa Rica               | 2                        |

##### Cuartos de final 5.º al 10.º puesto
| Fecha            | Hora  | Partido | Equipo 1  | Res.  | Equipo 2                     | Set 1 | Set 2 | Set 3 | Set 4 | Set 5 | Total   | Reporte |
| ---------------- | ----- | ------- | --------- | ----- | ---------------------------- | ----- | ----- | ----- | ----- | ----- | ------- | ------- |
| 29 de septiembre | 17:00 | 13      | Martinica | 3 – 0 | San Vicente y las Granadinas | 25-16 | 25-18 | 25-16 |       |       | 75 – 50 | P2 P3   |
| 29 de septiembre | 19:00 | 14      | Guatemala | 3 – 0 | Santa Lucía                  | 25-17 | 25-15 | 25-16 |       |       | 75 – 48 | P2 P3   |

##### Semifinales 5.º al 8.º puesto
| Fecha            | Hora  | Partido | Equipo 1  | Res.  | Equipo 2          | Set 1 | Set 2 | Set 3 | Set 4 | Set 5 | Total   | Reporte |
| ---------------- | ----- | ------- | --------- | ----- | ----------------- | ----- | ----- | ----- | ----- | ----- | ------- | ------- |
| 30 de septiembre | 17:00 | 18      | Martinica | 0 – 3 | Trinidad y Tobago | 20-25 | 23-25 | 19-25 |       |       | 62 – 75 | P2 P3   |
| 30 de septiembre | 15:00 | 19      | Guatemala | 3 – 1 | Costa Rica        | 20-25 | 25-21 | 25-17 | 25-15 |       | 95 – 78 | P2 P3   |

##### Partido por el 9.º y 10.º puesto
| Fecha            | Hora  | Partido | Equipo 1                     | Res.  | Equipo 2    | Set 1 | Set 2 | Set 3 | Set 4 | Set 5 | Total   | Reporte |
| ---------------- | ----- | ------- | ---------------------------- | ----- | ----------- | ----- | ----- | ----- | ----- | ----- | ------- | ------- |
| 30 de septiembre | 15:00 | 17      | San Vicente y las Granadinas | 3 – 1 | Santa Lucía | 22-25 | 25-20 | 25-19 | 25-15 |       | 97 – 79 | P2 P3   |

##### Partido por el 7.º y 8.º puesto
| Fecha        | Hora  | Partido | Equipo 1  | Res.  | Equipo 2   | Set 1 | Set 2 | Set 3 | Set 4 | Set 5 | Total    | Reporte |
| ------------ | ----- | ------- | --------- | ----- | ---------- | ----- | ----- | ----- | ----- | ----- | -------- | ------- |
| 1 de octubre | 14:00 | 22      | Martinica | 3 – 2 | Costa Rica | 10-25 | 25-21 | 24-26 | 25-21 | 15-12 | 99 – 105 | P2 P3   |

##### Partido por el 5.º y 6.º puesto
| Fecha        | Hora  | Partido | Equipo 1          | Res.  | Equipo 2  | Set 1 | Set 2 | Set 3 | Set 4 | Set 5 | Total   | Reporte |
| ------------ | ----- | ------- | ----------------- | ----- | --------- | ----- | ----- | ----- | ----- | ----- | ------- | ------- |
| 1 de octubre | 16:00 | 23      | Trinidad y Tobago | 0 – 3 | Guatemala | 18-25 | 10-25 | 15-25 |       |       | 43 – 75 | P2 P3   |

#### Clasificación 1.º al 4.º puesto
|  | Cuartos de final | Cuartos de final     | Cuartos de final |                      |   | Semifinales | Semifinales  | Semifinales  |              |        | Final                | Final  | Final |  |
|  |                  |                      |                  |                      |   |             |              |              |              |        |                      |        |       |  |
|  |                  |                      |                  |                      |   |             |              |              |              |        |                      |        |       |  |
|  |                  |                      |                  |                      |   |             |              |              |              |        |                      |        |       |  |
|  |                  |                      |                  |                      |   |             |              |              |              |        |                      |        |       |  |
|  |                  |                      |                  |                      |   |             |              |              |              |        |                      |        |       |  |
|  |                  | 1C                   | México           | 0                    |   |             |              |              |              |        |                      |        |       |  |
|  |                  |                      |                  | 0                    |   |             |              |              |              |        |                      |        |       |  |
|  |                  |                      | 2A               | República Dominicana | 3 |             |              |              |              |        |                      |        |       |  |
|  | 2B               | Trinidad y Tobago    | 2A               | República Dominicana | 3 | 0           |              |              |              |        |                      |        |       |  |
|  | 2B               | Trinidad y Tobago    |                  |                      |   |             |              |              |              |        |                      |        |       |  |
|  | 2A               | República Dominicana | 3                |                      |   |             |              |              |              |        |                      |        |       |  |
|  | 2A               | República Dominicana | 3                |                      |   |             |              |              |              | 2A     | República Dominicana | 0      |       |  |
|  |                  |                      |                  |                      |   |             |              |              |              | 2A     | República Dominicana | 0      |       |  |
|  |                  |                      | 1A               | Estados Unidos       | 3 |             |              |              |              |        |                      |        |       |  |
|  |                  |                      | 1A               | Estados Unidos       | 3 |             |              |              |              |        |                      |        |       |  |
|  |                  |                      |                  |                      |   |             |              |              |              |        |                      |        |       |  |
|  |                  |                      |                  |                      |   |             |              |              |              |        |                      |        |       |  |
|  |                  | 1B                   | Canadá           | 0                    |   |             | Tercer lugar | Tercer lugar | Tercer lugar |        |                      |        |       |  |
|  |                  |                      |                  | 0                    |   |             | Tercer lugar | Tercer lugar | Tercer lugar |        |                      |        |       |  |
|  |                  |                      | 1A               | Estados Unidos       | 3 |             |              |              |              |        |                      |        |       |  |
|  | 1A               | Estados Unidos       | 1A               | Estados Unidos       | 3 | 3           |              |              | 1C           | México | 1                    |        |       |  |
|  | 1A               | Estados Unidos       |                  |                      |   |             |              |              | 1C           | México | 1                    |        |       |  |
|  | 2C               | Costa Rica           | 0                |                      |   |             |              |              |              |        | 1B                   | Canadá | 3     |  |
|  | 2C               | Costa Rica           | 0                |                      |   |             |              |              |              |        | 1B                   | Canadá | 3     |  |
|  |                  |                      |                  |                      |   |             |              |              |              |        |                      |        |       |  |

##### Cuartos de final
| Fecha            | Hora  | Partido | Equipo 1          | Res.  | Equipo 2             | Set 1 | Set 2 | Set 3 | Set 4 | Set 5 | Total   | Reporte |
| ---------------- | ----- | ------- | ----------------- | ----- | -------------------- | ----- | ----- | ----- | ----- | ----- | ------- | ------- |
| 29 de septiembre | 17:00 | 15      | Trinidad y Tobago | 0 – 3 | República Dominicana | 18-25 | 22-25 | 21-25 |       |       | 61 – 75 | P2 P3   |
| 29 de septiembre | 19:00 | 16      | Estados Unidos    | 3 – 0 | Costa Rica           | 25-11 | 25-7  | 25-8  |       |       | 75 – 26 | P2 P3   |

##### Semifinales
| Fecha            | Hora  | Partido | Equipo 1 | Res.  | Equipo 2             | Set 1 | Set 2 | Set 3 | Set 4 | Set 5 | Total   | Reporte |
| ---------------- | ----- | ------- | -------- | ----- | -------------------- | ----- | ----- | ----- | ----- | ----- | ------- | ------- |
| 30 de septiembre | 17:00 | 20      | México   | 0 – 3 | República Dominicana | 20-23 | 23-25 | 23-25 |       |       | 66 – 75 | P2 P3   |
| 30 de septiembre | 19:00 | 21      | Canadá   | 0 – 3 | Estados Unidos       | 20-25 | 22-25 | 21-25 |       |       | 63 – 75 | P2 P3   |

##### Partido por el3.ery 4.º puesto
| Fecha        | Hora  | Partido | Equipo 1 | Res.  | Equipo 2 | Set 1 | Set 2 | Set 3 | Set 4 | Set 5 | Total   | Reporte |
| ------------ | ----- | ------- | -------- | ----- | -------- | ----- | ----- | ----- | ----- | ----- | ------- | ------- |
| 1 de octubre | 15:00 | 24      | México   | 1 – 3 | Canadá   | 25-21 | 13-25 | 25-27 | 18-25 |       | 81 – 98 | P2 P3   |

##### Final
| Fecha        | Hora  | Partido | Equipo 1             | Res.  | Equipo 2       | Set 1 | Set 2 | Set 3 | Set 4 | Set 5 | Total   | Reporte |
| ------------ | ----- | ------- | -------------------- | ----- | -------------- | ----- | ----- | ----- | ----- | ----- | ------- | ------- |
| 1 de octubre | 17:00 | 25      | República Dominicana | 0 – 3 | Estados Unidos | 17-25 | 10-25 | 12-25 |       |       | 39 – 75 | P2 P3   |

## Posiciones finales
| Pos | Equipo                       | Récord | Calificación                                   |
| --- | ---------------------------- | ------ | ---------------------------------------------- |
|     | Estados Unidos               | 5-0    | Campeonato Mundial                             |
|     | República Dominicana         | 3-2    |                                                |
|     | Canadá                       | 3-1    |                                                |
| 4   | México                       | 3-2    | Calificador NORCECA para el Campeonato Mundial |
| 5   | Guatemala                    | 3-2    |                                                |
| 6   | Trinidad y Tobago            | 2-3    |                                                |
| 7   | Martinica                    | 3-3    |                                                |
| 8   | Costa Rica                   | 2-4    |                                                |
| 9   | San Vicente y las Granadinas | 1-4    |                                                |
| 10  | Santa Lucía                  | 0-4    |                                                |

| \| \| \| \| \| Campeón Estados Unidos[4] 9.º título \| Plantel: 1 Matthew John Anderson, 2 Aaron Joseph Russell, 3 Taylor Lee Sander, 4 Mitchell Stahl, 7 Kawika Tennefos Shoji, 10 Thomas John Jaeschke, 11 Micah Christenson , 13 Daniel McDonnell, 14 Benjamin Patch, 15 Carson Clark, 17 Maxwell Philip Holt, 20 David Smith, 21 Dustin Joseph Watten, 22 Erik Thomas Shoji. Entrenador: John Speraw |
| |
| |
| Campeón Estados Unidos 9.º título |

|                                   |
|                                   |
| Campeón Estados Unidos 9.º título |

## Distinciones individuales
| Categoría                 | Ganadora                                  |
| ------------------------- | ----------------------------------------- |
| Jugador Más Valioso (MVP) | Micah Christenson                         |
| Mejor colocador / armador | Pedro Rangel                              |
| Mejor punta / receptor    | Aaron Joseph Russell Stephen Timothy Maar |
| Mejor central / medio     | José Martínez Leonel Antonio Aragón       |
| Mejor atacante opuesto    | Sharone Vernon-Evans                      |
| Mejor líbero              | Luis Chávez                               |
| Mejor receptor            | Jorge Barajas                             |
| Mejor defensa             | Luis Chávez                               |
| Mejor servicio            | Joann Breleur                             |
| Mayor anotador            | Alberto Blanco (91 pts)                   |